# Darwin Pantoja
Darwin Ferney Pantoja Tovar (Túquerres, 25 september 1990) is een Colombiaans wielrenner die in 2014 en 2015 reed voor Colombia.

## Overwinningen
2011
5e etappe Ronde van Colombia, Beloften
2012
4e etappe Ronde van Colombia, Beloften

## Resultaten in voornaamste wedstrijden
| Jaar | Ronde van Italië | Ronde van Frankrijk | Ronde van Spanje |
| ---- | ---------------- | ------------------- | ---------------- |
| 2014 |                  |                     |                  |
| 2015 |                  |                     |                  |

| Jaar | Waalse Pijl |
| ---- | ----------- |
| 2014 | opgave      |
| 2015 |             |

## Ploegen
- 2009 –  Colombia es Pasion-Coldeportes (tot 31-5)
- 2010 –  Café de Colombia-Colombia es Pasión (tot 30-6)
- 2011 –  Gobernacion de Antioquia-Indeportes Antioquia
- 2012 –  Gobernacion de Antioquia-Indeportes Antioquia
- 2014 –  Colombia
- 2015 –  Colombia

Ávila · Cano · Castiblanco · Díaz · Duarte · Duque · Martínez · Molano · Pantoja · Paredes · Pedraza · Quintero · B.Ramírez · C.Ramírez · Rubiano · Sarmiento · Torres · Valencia · Barón (stagiair)